# Przełęcz Widoma
Przełęcz Widoma (535 m) – przełęcz w Beskidzie Wyspowym, pomiędzy północno-wschodnim grzbietem Kamionnej (801 m) a wzgórzem (596 m). Biegnie przez nią droga wojewódzka nr 965 z Zielonej przez Bochnię do Limanowej. Z Laskowej Górnej (wyciągi narciarskie) szosa serpentynami wspina się do góry i wyprowadza na Przełęcz Widoma. W rejonie przełęczy znajduje się przystanek PKS obok którego prowadzi niebieski szlak turystyczny z Łopusza (661 m) na Kamionną. Okolice przełęczy Widoma są doskonałym punktem widokowym. W północnym kierunku widać dolinę Sanki i wzniesienia grzbiet Łopusze – Kobyła. W kierunku południowym widoki na Pasmo Łososińskie, a pomiędzy nim a Kamionną szczyty Ostrej i Cichonia. Przy dobrej pogodzie widoczne są Tatry.
Przez Przełęcz Widoma biegnie granica między wsią Rozdziele w powiecie bocheńskim i wsią Laskowa w powiecie limanowskim. W miejscu znajdującym się nieco na północ od przełęczy i od przystanku, przy bocznej drodze w kierunku Cuby, znajduje się punkt widokowy (już we wsi Rozdziele). Od dawna zatrzymywali się kierowcy samochodów by podziwiać rozległe widoki. W 2011 r. gmina Żegocina wykonała tutaj punkt widokowy. Jest to wybrukowane miejsce parkingowe z ławkami, koszami na śmieci i dwoma tablicami przedstawiającymi opisane panoramy widokowe (na północną i południową stronę).
Z Widomej droga nr 965 stromo obniża się i po około 200 m sprowadza na drugą, niżej położoną i prostopadłą do Widomej przełęcz. Jest to położona na wysokości około 480 m Przełęcz Rozdziele między grzbietem Kamionna-Cuba a Łopuszem (661 m).

## Szlaki turystyczne
Bochnia szlak turystyki pieszej: Nowy Wiśnicz – rezerwat przyrody Kamień-Grzyb – Paprotna (obok Kamieni Brodzińskiego) – Rajbrot – Łopusze – Przełęcz Rozdziele – Widoma – Kamionna (obok rezerwatu przyrody Kamionna) – Pasierbiecka Góra – Tymbark
 szlak rowerowy z Żegociny przez Widomą drogą wzdłuż niebieskiego szlaku turystyki pieszej. W lesie na wschodnich zboczach Kamionnej szlak skręca z niej na prawo, by wkrótce połączyć się z żółtym szlakiem turystyki pieszej do Żegociny.